# Sivuca

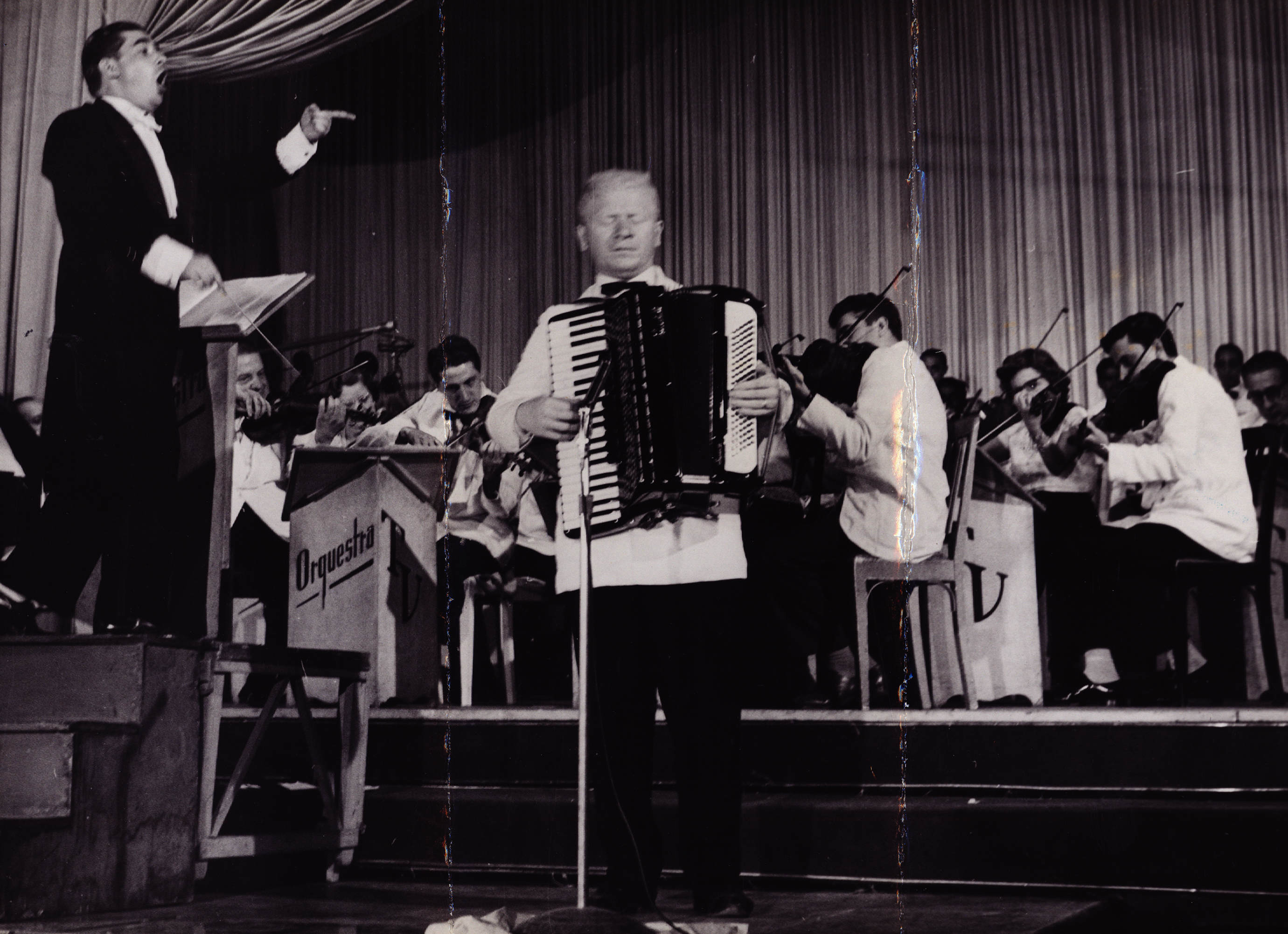
Sivuca ca 1960.

Severino (Sivuca) Dias de Oliveira (26 de mayo de 1930, Itabaiana, Brasil - 14 de diciembre de 2006, João Pessoa, Paraíba, Brasil) fue un compositor, acordeonista y guitarrista brasileño de jazz y forró, conocido por su trabajo con músicos de jazz suecos en la década de 1980. No era único solo por el uso de instrumentos artesanales que tocaba junto con otros convencionales, sino también por su albinismo.
Inició su carrera profesional en Pernambuco donde se trasladó a la edad de 15 años, continuando con su primer álbum con Humberto Teixeira (1950), encabezando el trabajo en radio y televisión en Río de Janeiro a partir de 1955. Con «Os Brasileiros» formalizó su tour europeo (1958). Finalmente se trasladó a Nueva York (1964-1976) y trabajó con Miriam Makeba y Harry Belafonte, entre otros. En Brasil compartió escenarios con otro gran músico brasileño también albino; Hermeto Pascoal.
Grabó con el dueto angoleño Ouro Negro (Duo Ouro Negro Com Sivuca, 1959), Putte Wickman (P.W. & Sivuca, 1969), Ulf Wakenius' «Guitars Unlimited» (1987) y Sylvia Vrethammar (Rio de Janeiry Blue, 1985; Rendezvous in Rio, 1995). Su «Sivuca Brazilian Group» hizo tour por Escandinavia en 1990.
Fue hospitalizado el 12 de diciembre de 2006 y murió dos días más tarde tras una lucha de dos años contra el cáncer.

## Discografía
- "Motivo para Dançar" (1956)
- "Motivo para Dançar Nº 2" - Sivuca e Seu Conjunto (1957)
- "Duo Ouro Negro Com Sivuca" (1959)
- "Rendez-vous a Rio" (1965)
- "Golden Bossa Nova Guitar" (1968)
- "Sivuca" (1968)
- "Putte Wickman & Sivuca" (1969)
- "Sivuca" (1969)
- "Joy - Trilha Sonora do Musical" - Oscar Brown Jr. / Jean Pace / Sivuca (1970)
- "Sivuca" (1973)
- "Live at the Village Gate" (1975)
- "Sivuca e Rosinha de Valença Ao Vivo" (1977)
- "Sivuca" (1978)
- "Forró e Frevo" (1980)
- "Cabelo de Milho" (1980)
- "Forró e Frevo Vol. 2" (1982)
- "Vou Vida Afora" (1982)
- "Onça Caetana" (1983)
- "Forró e Frevo Vol. 3" (1983)
- "Forró e Frevo Vol. 4" (1984)
- "Sivuca & Chiquinho Do Accordion" (1984)
- "Som Brasil" (1985)
- "Chiko's Bar" - Toots Thielemans & Sivuca (1986)
- "Rendez-Vous in Rio" Sivuca / Toots Thielemans / Silvia (1986)
- "Aquarela Do Brazil" - Ulf Wakenius (1987)
- "Sanfona e Realejo" (1987)
- "Let's Vamos" - Sivuca & Guitars Unlimited (1987)
- "Um Pé No Asfalto, Um Pé Na Buraqueira" (1990)
- "Pau Doido" (1993)
- "Enfim Solo" (1997)
- "Cafe Brasil" (2001)
- "Cafe Brasil 2" (2002)